# Helicopsyche zealandica
Helicopsyche zealandica is een schietmot uit de familie Helicopsychidae. De soort komt voor in het Australaziatisch gebied.